# Modulazione di larghezza d'impulso
In elettronica e telecomunicazioni la modulazione di larghezza d'impulso (o PWM, acronimo del corrispettivo inglese pulse-width modulation) è un tipo di modulazione digitale che permette di ottenere una tensione media variabile dipendente dal rapporto tra la durata dell'impulso positivo e dell'intero periodo (duty cycle). Allo stesso modo, è fondamentalmente utilizzato per protocolli di comunicazione in cui l'informazione è codificata sotto forma di durata nel tempo di ciascun impulso. Grazie ai moderni microcontrollori, è possibile attivare o disattivare un interruttore ad alta frequenza e allo stesso modo rilevare lo stato e il periodo di un impulso.

## Descrizione
La durata di ciascun impulso può essere espressa in rapporto al periodo tra due impulsi successivi, implicando il concetto di ciclo di lavoro. Un ciclo di lavoro utile pari a 0% indica un impulso di durata nulla, in pratica assenza di segnale, mentre un valore del 100% indica che l'impulso termina nel momento in cui ha inizio il successivo.
Di seguito, è mostrato un esempio di modulazione a 2 bit.
```
              _      __     ____          ____   _
Segnale      | |    |  |   |    |        |    | | |
             | |    |  |   |    |        |    | | |
        _____| |____|  |___|    |________|    |_| |___________
Valore   0    1       2      4       0      4    1      0
```

Un segnale di clock è a volte utilizzato per determinare la posizione degli impulsi, ma spesso non è necessario in quanto al segnale viene aggiunto un valore minimo che garantisce la presenza di un piccolo impulso anche per il valore zero.
```
          _      _      _      _      _      _      _      _
Clock    | |    | |    | |    | |    | |    | |    | |    | |
         | |    | |    | |    | |    | |    | |    | |    | |
       __| |____| |____| |____| |____| |____| |____| |____| |____
```

## Applicazioni

### Regolazione della potenza elettrica

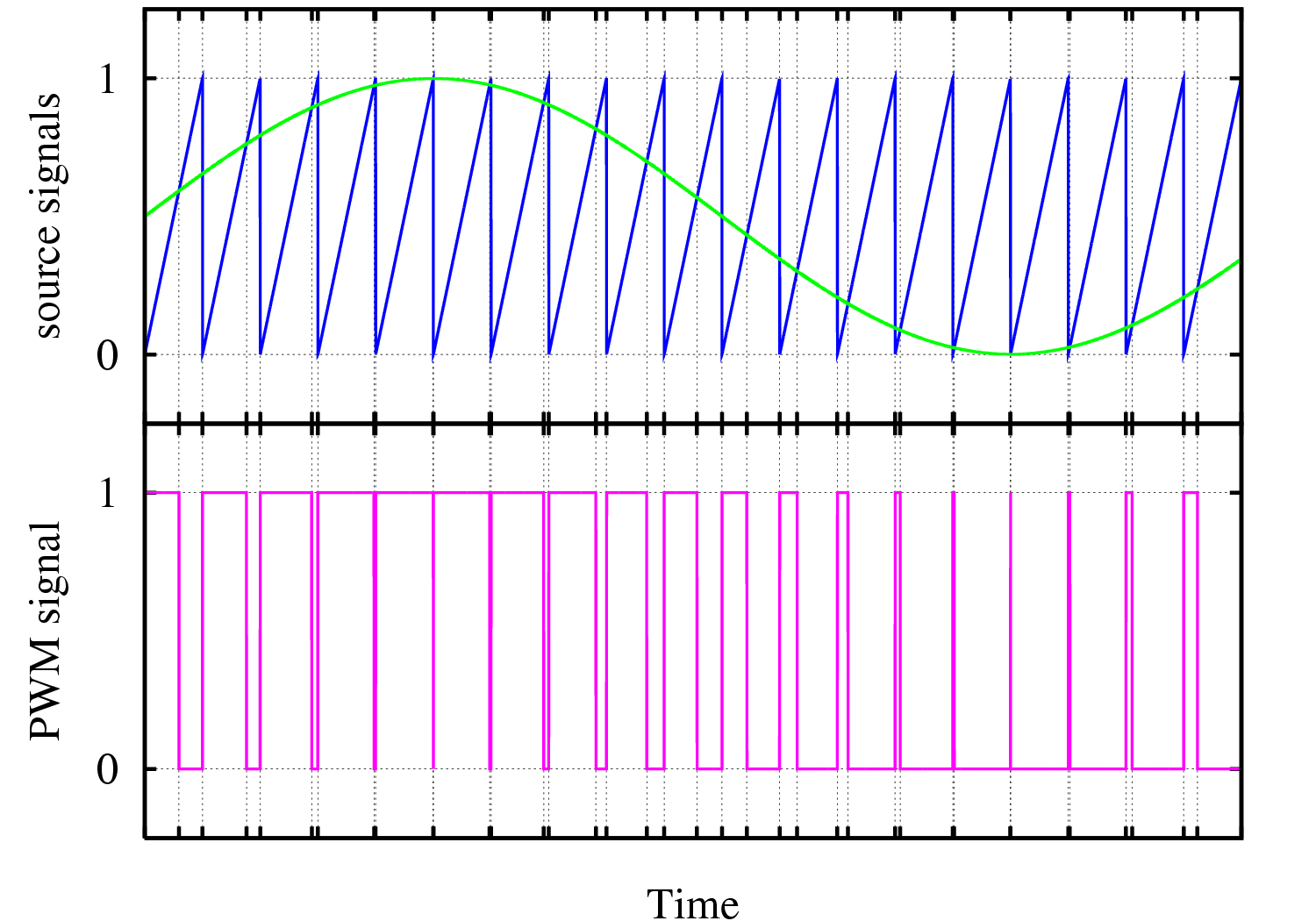
Segnale sinusoidale modulato tramite larghezza di impulso. La modulazione del segnale è ottenuta confrontando il segnale di ingresso (somma di sinusoidi di valore da 0 a Vmax) con un segnale a dente di sega di frequenza maggiore (almeno dieci volte) dell'ampiezza di banda del segnale. Questo è possibile usando un comparatore (per es. un trigger di Schmitt realizzato con un amplificatore operazionale). Gli impulsi ottenuti saranno di ampiezza proporzionale a quella del segnale.

La modulazione a larghezza di impulso è utilizzata per variare la tensione, e quindi la potenza, a un carico generico: si utilizza, ad esempio, per variare la velocità di un motore elettrico in corrente continua, per controllare la marcia di modellini su piste (di treni, automobili, ecc.), per variare la luminosità delle lampadine, in particolare dei LED, e per la realizzazione di alimentatori di grossa potenza, dove la potenza dissipata per la regolazione deve essere molto bassa se si desidera un sistema ad alta efficienza.
Come si può intuire, con un duty cycle pari a zero la potenza trasferita è nulla, mentre al 100% la potenza corrisponde al valore massimo trasferito nel caso non sia presente il circuito di modulazione. Ogni valore intermedio determina una corrispondente fornitura di potenza.
Il vantaggio di questa tecnica è di ridurre drasticamente la potenza dissipata dal circuito limitatore rispetto all'impiego di transistor o di MOSFET controllati analogicamente. In un semiconduttore, la potenza dissipata è determinata dalla corrente che lo attraversa per la differenza di potenziale presente ai suoi capi.
In un circuito PWM, il transistor in un istante conduce completamente, riducendo al minimo la caduta ai suoi capi, oppure non conduce affatto, annullando la corrente, e, in entrambi i casi, la potenza dissipata è quasi zero.
Negli alimentatori elettronici, negli inverter e nei gruppi di continuità, la modulazione può essere regolata in funzione della tensione in uscita, in modo da introdurre una retroazione che stabilizza la tensione al variare della tensione di ingresso.
Nei regolatori di luminosità domestici, viene usato un particolare sistema PWM in cui la modulazione viene applicata alla tensione sinusoidale della rete elettrica. Nel momento in cui si ha il passaggio per lo zero della tensione, un circuito determina un ritardo temporale compreso tra circa zero e un semiperiodo, in funzione della posizione di un potenziometro.
Trascorso tale ritardo, viene innescato un Triac che incomincia a condurre da questo momento fino al prossimo passaggio per lo zero. Questa regolazione di tensione produce una forma d'onda fortemente distorta e non esente da disturbi, ma è semplicissima da ottenere e il carico (generalmente una lampadina) è insensibile alla forma d'onda che lo alimenta.
Nel comando di valvole proporzionali (in impianti a fluido come impianti idraulici, impianti pneumatici, oleodinamici e simili), si usa utilizzare un comando di tipo PWM in cui si sovrappone all'onda principale, a una frequenza di qualche kHz, una modulazione del duty-cycle (dithering) a bassa frequenza (da 50 a 200 Hz) per mantenere in leggera vibrazione il nucleo e ridurre così l'isteresi della valvola. In alternativa, viene usato un PWM a bassa frequenza (50–200 Hz) in modo che sia il ripple della corrente a garantire la vibrazione necessaria. In questo caso, la vibrazione non rimane però costante su tutto il campo di regolazione della corrente, con prestazioni leggermente inferiori.

### Conversione digitale-analogica
In alcuni circuiti digitali (soprattutto quelli con microcontrollori), la tecnica PWM può essere utilizzata, con l'ausilio di un semplice filtro RC, per trasformare un valore digitale in una corrispondente tensione continua. La maggior parte dei microcontrollori presenti in commercio, infatti, dispone di uno o più timer in grado di generare onde rettangolari con duty-cycle variabile. Programmando opportunamente il timer, si può variare il duty-cycle dell'onda rettangolare e di conseguenza il valore di tensione che si ottiene all'uscita del filtro RC.

### Applicazioni in sintesi sonora e riproduzione audio

#### Sintesi sonora
La modulazione di larghezza di impulso è usata nella sintesi sonora, in particolare nella sintesi sottrattiva, dove produce un effetto simile al coro o a due oscillatori leggermente fuori sintonia.
Il rapporto tra il livello alto e basso è a sua volta modulato da un oscillatore a bassa frequenza.

#### Amplificazione sonora in "Classe D"
Una classe di amplificatori audio, detta classe D (o Classe S), sfrutta il principio della modulazione PWM. Una corrente viene modulata in funzione del segnale audio in ingresso e quindi inviata agli altoparlanti attraverso una rete di filtraggio passa basso che elimina la componente ad alta frequenza e ricostruisce il segnale sonoro.
Commercializzati per la prima volta negli anni sessanta del Novecento (uno dei primi a essere messo in vendita, nel 1964, fu il modello "X-10" della Sinclair Radionics  questi amplificatori hanno guadagnato un grande interesse perché la modalità di funzionamento switching consente loro un'ottima efficienza energetica rispetto ai tradizionali amplificatori audio analogici in classe A, B e AB, con bassi consumi elettrici accoppiati a pesi e ingombri molto limitati, anche per applicazioni che richiedono potenze di uscita elevate.
Un esempio è fornito dal modello T-Amp, prodotto dalla Sonic Impact, che si avvale del chip TA2024 della Tripath, la cui particolare implementazione viene indicata come Classe T.

#### Direct Stream Digital
La codifica del suono chiamata Direct Stream Digital, sviluppata da Philips e Sony, usa una forma generalizzata di pulse-width modulation, chiamata Pulse-Density Modulation (PDM), con una frequenza di campionamento dell'ordine dei megahertz, abbastanza alta da permettere di coprire l'intero spettro delle frequenze acustiche con sufficiente fedeltà. Questo metodo è impiegato nei prodotti in formato Super Audio CD (SACD), la cui riproduzione dei segnali audio è, essenzialmente, simile al metodo usato negli amplificatori in classe D.